# Hwawang-san
Hwawang-san är ett berg i Sydkorea.   Det ligger i provinsen Södra Gyeongsang, i den sydöstra delen av landet, 270 km sydost om huvudstaden Seoul. Toppen på Hwawang-san är 756 meter över havet, eller 503 meter över den omgivande terrängen. Bredden vid basen är 6,6 km.
Terrängen runt Hwawang-san är huvudsakligen kuperad. Runt Hwawang-san är det ganska tätbefolkat, med 144 invånare per kvadratkilometer. Närmaste större samhälle är Changnyeong, 5,9 km väster om Hwawang-san. I omgivningarna runt Hwawang-san växer i huvudsak blandskog.